# VfL Hamm/Sieg
Der VfL Hamm (offiziell: Verein für Leibesübungen von 1883 Hamm e. V.) ist ein Sportverein aus Hamm (Sieg) im Landkreis Altenkirchen (Westerwald). Die erste Fußballmannschaft spielte 19 Jahre in der damals dritt- bzw. viertklassigen Oberliga Südwest und nahm viermal am DFB-Pokal teil.

## Geschichte
Am 15. August 1883 gründete sich der TV Hamm. Durch den Beitritt des 1916 gegründeten FC Einigkeit Hamm erhielt der TV Hamm eine Fußballabteilung, die 1923 im Rahmen der Reinlichen Scheidung als Sportfreunde Hamm selbständig wurde. Am 30. November 1935 fusionierten die Sportfreunde mit dem TV Hamm zum VfL Hamm.
Zwischen 1957 und 1962 spielte der VfL in der 2. Amateurliga Rheinland, rutschte aber 1966 in die 1. Kreisklasse hinab. In den 1970er Jahren erlebte der VfL einen sportlichen Aufschwung. 1978 stiegen die Hammer in die Verbandsliga Rheinland auf. Vier Jahre später gelang der Sprung in die damals drittklassige Oberliga Südwest, aus der der VfL gleich wieder abstieg. Die Rückkehr in die Oberliga gelang 1985, als die Hammer mit einem Punkt Vorsprung auf die TuS Koblenz Verbandsligameister wurden. Dort konnte sich die Mannschaft schnell etablieren und erreichte in der Saison 1986/87 den dritten Platz. In den folgenden Jahren erreichte der VfL nur Mittelfeldplatzierungen. 1993 wurde der Klassenerhalt nur durch das bessere Torverhältnis gegenüber dem SV Viktoria Herxheim geschafft.
Ein Jahr später verpassten die Hammer die wieder eingeführte Regionalliga. Ende der 1990er Jahre verbesserte sich die Mannschaft in der Tabelle nach oben und konnte 2000 und 2001 jeweils die Vizemeisterschaft feiern. Zwei Jahre später stieg der VfL aus der Oberliga ab. 2006 mussten die Hammer die Rheinliga nach unten verlassen. In der folgenden Saison konnte der Verein keine Mannschaft stellen und machte in der Kreisliga A weiter. Nach zwei Abstiegen in Folge stürzte der VfL bis in die Kreisliga C ab. Nach zwei Aufstiegen in Folge trat der VfL ab 2011 in der Kreisliga A Westerwald/Sieg an und schaffte zwei Jahre später den Aufstieg in die Bezirksliga-Ost.
In den Jahren 1986, 1987, 1999 und 2000 konnte der VfL den Rheinlandpokal gewinnen und sich dadurch für den DFB-Pokal qualifizieren. Beim ersten Auftritt in der Saison 1986/87 musste sich die Mannschaft erst im Elfmeterschießen des Wiederholungsspiels dem FC Gütersloh geschlagen geben. Ein Jahr später gab es eine 2:7-Niederlage gegen den KSV Hessen Kassel. Beim dritten Auftritt scheiterte der VfL mit 0:4 an den Stuttgarter Kickers, während die Hammer ein Jahr später mit 0:6 gegen Energie Cottbus unterlagen.

## Persönlichkeiten
| - Henry Acquah - Colin Bell - Peter Cestonaro - Jean-Pierre de Keyser | - Semir Devoli - Peter Hermann - Thomas Hörster - Oliver Pagé | - Johannes Rahn - Milan Šašić - Bakary Sinaba - Arno Wolf |